# Чемпіонат світу зі спортивної гімнастики 2007
40-й чемпіонат світу зі спортивної гімнастики проходив у Штутгарті 3 1 по 9 вересня 2007 року.

## Медальний залік
| Місце | Країна          | Золото | Срібло | Бронза | Загалом |
| ----- | --------------- | ------ | ------ | ------ | ------- |
| 1     | КНР             | 5      | 2      | 1      | 8       |
| 2     | США             | 4      | 2      | 1      | 7       |
| 3     | Німеччина       | 1      | 1      | 1      | 3       |
| 4     | Словенія        | 1      | 1      |        | 2       |
| 5     | Бразилія        | 1      |        | 1      | 2       |
| 6     | Польща          | 1      |        |        | 1       |
| 6     | Росія           | 1      |        |        | 1       |
| 6     | Південна Корея  | 1      |        |        | 1       |
| 9     | Румунія         |        | 3      | 1      | 4       |
| 10    | Японія          |        | 1      | 3      | 4       |
| 11    | Північна Корея  |        | 1      | 1      | 2       |
| 12    | Угорщина        |        | 1      |        | 1       |
| 12    | Нідерланди      |        | 1      |        | 1       |
| 12    | Іспанія         |        | 1      |        | 1       |
| 15    | Болгарія        |        |        | 1      | 1       |
| 15    | Франція         |        |        | 1      | 1       |
| 15    | Італія          |        |        | 1      | 1       |
| 15    | Велика Британія |        |        | 1      | 1       |
| 15    | Узбекистан      |        |        | 1      | 1       |

## Призери
| Дисципліна         | Золото                                                                          | Срібло                                                                                    | Бронза                                                                                               |
| ------------------ | ------------------------------------------------------------------------------- | ----------------------------------------------------------------------------------------- | --- |
| Чоловіки           |                                                                                 |                                                                                           | |
| Командна першість  | КНР Ян Вей Хуан Сю Чень Ібін Сяо Цінь Цзоу Кай Лян Фулян                        | Японія Хісасі Мідзуторі Томіта Хіроюкі Юсуке Хосі Окіґуті Макото Накасе Такуя Сюн Кувахаа | Німеччина Фабіан Гамбюхен Євген Спірідонов Роберт Юккель Марсель Нгуєн Томас Ангергассен Філіпп Бой  |
| Абсолютна першість | Ян Вей (CHN)                                                                    | Фабіан Гамбюхен (GER)                                                                     | Хісасі Мідзуторі (JPN)                                                                               |
| Вільні вправи      | Дієго Іполіто (BRA)                                                             | Хервасіо Деферр (ESP)                                                                     | Хісасі Мідзуторі (JPN)                                                                               |
| Кінь               | Сяо Цінь (CHN)                                                                  | Крістіан Беркі (HUN)                                                                      | Луїс Сміт (GBR)                                                                                      |
| Кільця             | Чень Ібін (CHN)                                                                 | Юрі ван Гельдер (NED)                                                                     | Йордан Йовчев (BUL)                                                                                  |
| Опорний стрибок    | Лешек Блянік (POL)                                                              | Ілліє Даніел Попеску (ROU)                                                                | Рі Сегван (PRK)                                                                                      |
| Бруси              | Мітя Петковшек (SLO) Кім Де Ин (KOR)                                            | медаль не вручалася                                                                       | Антон Фокін (UZB)                                                                                    |
| Перекладина        | Фабіан Гамбюхен (GER)                                                           | Альяж Пеган (SLO)                                                                         | Хісасі Мідзуторі (JPN)                                                                               |
| Жінки              |                                                                                 |                                                                                           | |
| Командна першість  | США Шон Джонсон Еліша Секремоні Настя Люкін Шейла Ворлі Саманта Пешек Івана Хон | КНР Чен Фей Цзян Юйюань Ян Ілінь Лі Шаньшань Сяо Ша Хе Нінь                               | Румунія Стеліяна Ністор Сандра Ізбаша Каталіна Понор Даніела Друнча Черасела Патраску Андрея Грігоре |
| Абсолютна першість | Шон Джонсон (USA)                                                               | Стеліяна Ністор (ROU)                                                                     | Джейд Барбоза (BRA) Ванесса Феррарі (ITA)                                                            |
| Опорний стрибок    | Чен Фей (CHN)                                                                   | Хон Унчон (PRK)                                                                           | Еліша Секремоні (USA)                                                                                |
| Різновисокі бруси  | Ксенія Семенова (RUS)                                                           | Настя Люкін (USA)                                                                         | Ян Ілінь (CHN)                                                                                       |
| Колода             | Настя Люкін (USA)                                                               | Стеліяна Ністор (ROU) Лі Шаньшань (CHN)                                                   | медаль не вручалася                                                                                  |
| Вільні вправи      | Шон Джонсон (USA)                                                               | Еліша Секремоні (USA)                                                                     | Кассі Верісель (FRA)                                                                                 |

### Кінь
| Місце | Гімнаст           | Складність | Виконання | Штраф | Сума   |
| ----- | ----------------- | ---------- | --------- | ----- | ------ |
| 1     | Сяо Цінь          | 6.6        | 9.700     |       | 16.300 |
| 2     | Крістіан Беркі    | 6.3        | 9.400     |       | 15.700 |
| 3     | Луїс Сміт         | 6.5        | 9.100     |       | 15.600 |
| 4     | Ян Вей            | 6.2        | 9.275     |       | 15.475 |
| 5     | Томіта Хіроюкі    | 6.1        | 9.225     |       | 15.325 |
| 6     | Саша Артем'єв     | 5.7        | 9.475     |       | 15.175 |
| 7     | Деніел Кітінгс    | 6.5        | 8.250     |       | 14.750 |
| 8     | Олексій Ігнатович | 6.2        | 8.500     |       | 14.700 |

### Кільця
| Місце | Гімнаст            | Складність | Виконання | Штраф | Сума   |
| ----- | ------------------ | ---------- | --------- | ----- | ------ |
| 1     | Чень Ібін          | 7.3        | 9.400     |       | 16.700 |
| 2     | Юрі ван Гельдер    | 7.3        | 9.325     |       | 16.625 |
| 3     | Йордан Йовчев      | 7.4        | 9.175     |       | 16.575 |
| 4     | Кевін Тен          | 7.3        | 9.025     |       | 16.325 |
| 5     | Регуло Кармона     | 7.0        | 9.175     |       | 16.175 |
| 6     | Ян Вей             | 7.0        | 9.150     |       | 16.150 |
| 7     | Олександр Сафошкін | 6.9        | 9.175     |       | 16.075 |
| 8     | Томіта Хіроюкі     | 6.9        | 9.025     |       | 15.925 |